# Ivo Daneu
Ivo Daneu (Maribor, 6 ottobre 1937) è un ex cestista e allenatore di pallacanestro jugoslavo.

## Carriera
Con la Jugoslavia ha disputato tre edizioni dei Giochi olimpici (Roma 1960, Tokyo 1964, Città del Messico 1968), tre dei Campionati mondiali (1963, 1967, 1970) e sei dei Campionati europei (1957, 1959, 1961, 1963, 1965, 1969).

## Palmarès

### Giocatore
- YUBA liga: 6

AŠK Lubiana: 1957, 1959, 1961, 1962, 1966, 1969-70
- MVP dei mondiali: 1

1967
- FIBA World Cup All-Tournament Teams: 1

1967